# Curtis Mitchell
Curtis Mitchell (Daytona Beach, 11 marzo 1989) è un velocista statunitense.

## Palmarès
| Anno | Manifestazione    | Sede      | Evento      | Risultato | Prestazione | Note |
| ---- | ----------------- | --------- | ----------- | --------- | ----------- | ---- |
| 2008 | Mondiali juniores | Bydgoszcz | 200 m piani | 4º        | 20"98       |      |
| 2013 | Mondiali          | Mosca     | 200 m piani | Bronzo    | 20"05       |      |
| 2014 | World Relays      | Nassau    | 4×200 m     | Finale    | dq          |      |
| 2015 | World Relays      | Nassau    | 4×200 m     | Finale    | dq          |      |

## Campionati nazionali
- 1 volta campione nazionale dei 200 m piani (2014)